# Championnats d'Europe de pétanque
 (août 2018).
Les Championnats européens de pétanque, aussi appelés Europétanque sont organisés par la « Confédération européenne de Pétanque » (CEP) en collaboration avec les fédérations des pays membres. 
Aujourd'hui[Quand ?], il y a quatre catégories concernées par les championnats d'Europe de Pétanque. Par ordre de création ce sont les Jeunes (moins de 18 ans), les Femmes (senior), les Espoirs (moins de 23 ans), les Hommes (senior) et les Vétérans (plus de 60 ans). 
Pour les Jeunes, Femmes, et Hommes les Championnats d'Europe sont comptabilisés pour la sélection aux Championnats du Monde et comprennent les catégories Triplette (équipe libres) et Tir de précision. Ils ont lieu en année paires pour les Jeunes et Femmes et en années impaires pour les Hommes.
En catégorie Espoir la compétition se déroule en années paire aussi et combine une partie en Triplette et une partie en Doublette et Tête à tête simultané.
Pour les Vétérans le championnat est en Triplette libre une fois toutes les deux années paires.

## Histoire
L'idée d'une nouvelle compétition pour les jeunes compétiteurs et les féminines européennes est initiée dans les années 1990 par les fédérations allemandes et danoise de pétanque. En 1998, la Fédération française, soutenant l'idée, invite des équipes pour un premier événement à Dijon. 
La CEP est fondée en 1999 à Strasbourg et en 2000 sont organisés les 1ers Championnat d'Europe Juniors officiel à Liège, pris en charge par la Fédération belge. L'année suivante a lieu le 1er Championnat d'Europe Femmes à Strasbourg. 
En 2008, est créé le 1er Championnat d'Europe Espoirs à Saint-Jean-d'Angély puis en 2009 le 1er Championnat d'Europe Hommes à Nice.
La France remporte le 4e titre du Championnat Homme en 2015.

## Palmarès[2]

### Hommes

#### Triplette
| Édition | Année | Lieu                            | Triplette - Hommes - Championnats d'Europe de Pétanque                              | Triplette - Hommes - Championnats d'Europe de Pétanque                               | Triplette - Hommes - Championnats d'Europe de Pétanque | Triplette - Hommes - Championnats d'Europe de Pétanque |
| Édition | Année | Lieu                            | Médaille d'Or Pays - Joueurs                                                        | Médaille d'Argent Pays - Joueurs                                                     | Médaille de Bronze Pays - Joueurs |                                                        |
| ------- | ----- | ------------------------------- | ----------------------------------------------------------------------------------- | ------------------------------------------------------------------------------------ | --- | ------------------------------------------------------ |
| 1re     | 2009  | Nice, France                    | France 2 : Henri Lacroix - Bruno Le Boursicaud - Philippe Suchaud - Thierry Grandet | Espagne : Francisco Palazon - Manuel Romero - Victor Garcia - Antonio Lopez          | France 1 : Christophe Sarrio - Philippe Quintais - Stéphane Robineau - Michel Loy Danemark : Morten Saxild Hansen                                                                              |                                                        |
| 2e      | 2011  | Göteborg, Suède                 | France : Michel Loy - Kévin Malbec - Jean-Michel Puccinelli - Dylan Rocher          | Monaco : Eric Motté - Franck Millo - Nicolas Rivière - Philippe Perez                | Italie Espagne : Ignacio Egea - Francisco Javier Flores - Roberto Carlos Lopez - Juan A. Jiménez                                                                                               |                                                        |
| 3e      | 2013  | Rome, Italie                    | France : Kévin Malbec - Dylan Rocher - Zvonko Radnic - Jean Feltain                 | Monaco : Rémy Galleau - Nicolas Rivière - Franck Millo - Eric Motté                  | Italie : Alessio Cocciolo - Gianni Laigueglia - Fabio Dutto - Diego Rizzi Espagne : Miguel Darder - José Luis Guasch - Fransisco Javier Berzal - Francisco Javier Flores                       |                                                        |
| 4e      | 2015  | Albena, Bulgarie                | France : Damien Hureau - Henri Lacroix - Michel Loy - Dylan Rocher                  | Suisse : Joseph Molinas - Maiki Molinas - Patrick Emile - Fornerod Olivier           | Espagne : Antonio Barbera - José Luis Guasch - Javier Caballero - Alejandro Carndeňas - Victor Garcia Monaco : Eric Motté - Franck Millo - Jean-Dominique Fieschi - Guillaume Campillo         |                                                        |
| 5e      | 2017  | Saint-Pierre-lès-Elbeuf, France | France : Henri Lacroix - Dylan Rocher - Philippe Quintais - Philippe Suchaud        | Italie : Alessio Cocciolo - Fabio Dutto - Diego Rizzi                                | Monaco : Jean-Dominique Fieschi, Franck Millo, Denis Olmos et Eric Motté Pays-Bas : Kees Koogje, Noël Kempeneers, Essa Agzoul et Mark Wildeboer                                                |                                                        |
| 6e      | 2019  | Albena, Bulgarie                | Italie : Diego Rizzi, Alessio Cocciolo, Florian Cometto et Andrea Chiapello         | Belgique : Charles Weibel, Joël Marchandise, Geoffrey Haulotte et Christopher Jermus | Espagne : Jorge Martínez Pladesala, Alejandro Cardeñas Villaverde, Javier Cardeñas Villaverde et Jesús Pérez Martín Slovénie : Gregor Sever, Matevž Dovžan, Žan Rode et Valter Gregor Oprešnik |                                                        |
| 7e      | 2023  | Albertville, France             | France : Jean Feltain, David Doerr, Ludovic Montoro et Philippe Suchaud             | Italie : Diego Rizzi, Alessio Cocciolo, Florian Cometto et Andrea Chiapello          | Belgique : Logan Baton, Michaël Masuy, Fabrice Uytterhoeven et Charles Weibel Monaco : Salah Kanes, Jean-PIerre Le Lons, Denis Olmos et Eric Motté                                             |                                                        |

#### Doublette
| Édition | Année | Lieu                       | Triplette - Hommes - Championnats d'Europe de Pétanque | Triplette - Hommes - Championnats d'Europe de Pétanque | Triplette - Hommes - Championnats d'Europe de Pétanque                       | Triplette - Hommes - Championnats d'Europe de Pétanque |
| Édition | Année | Lieu                       | Médaille d'Or Pays - Joueurs                           | Médaille d'Argent Pays - Joueurs                       | Médaille de Bronze Pays - Joueurs                                            |                                                        |
| ------- | ----- | -------------------------- | ------------------------------------------------------ | ------------------------------------------------------ | ---------------------------------------------------------------------------- | ------------------------------------------------------ |
| 1re     | 2022  | 's-Hertogenbosch, Pays-Bas | Italie : Diego Rizzi, Alessio Cocciolo                 | Belgique : Michaël Masuy, Fabrice Uytterhoeven         | Angleterre : Matthew Eversden, Jack Blows Israël : Eliyahu Ohana, Dan Shiran |                                                        |

#### Tir de Précision
| Édition | Année | Lieu                            | Tir de Précision - Hommes - Championnats d'Europe de Pétanque | Tir de Précision - Hommes - Championnats d'Europe de Pétanque | Tir de Précision - Hommes - Championnats d'Europe de Pétanque | Tir de Précision - Hommes - Championnats d'Europe de Pétanque |
| Édition | Année | Lieu                            | Médaille d'Or Pays - Joueurs                                  | Médaille d'Argent Pays - Joueurs                              | Médaille de Bronze Pays - Joueurs                             | Records D'Europe - Phase - Joueur - Pays                      |
| ------- | ----- | ------------------------------- | ------------------------------------------------------------- | ------------------------------------------------------------- | ------------------------------------------------------------- | ------------------------------------------------------------- |
| 1re     | 2009  | Nice, France                    | Belgique : Charles Weibel                                     | France : Philippe Quintais                                    | Suède : Richard Nilsson                                       | 55 pts - 1/4 finale Belgique : Charles Weibel                 |
| 2e      | 2011  | Göteborg, Suède                 | France : Dylan Rocher                                         | Danemark : Emil Petersen                                      | Estonie : Veiko Proos Pays-Bas : Wietse Van Keulen            | 61 pts - finale France : Dylan Rocher                         |
| 3e      | 2013  | Rome, Italie                    | France : Dylan Rocher                                         | Italie : Diego Rizzi                                          | Estonie : Veiko Proos Belgique : Charles Weibel               |                                                               |
| 4e      | 2015  | Albena, Bulgarie                | Italie : Diego Rizzi                                          | Belgique : Logan Baton                                        | France : Dylan Rocher Slovaquie : Juraj Valent                | 63 pts - Qualification France : Dylan Rocher                  |
| 5e      | 2017  | Saint-Pierre-lès-Elbeuf, France | France : Dylan Rocher                                         | Turquie : Selim Dedemoglu                                     | Espagne : Manuel H. Romeo Martinez Italie : Diego Rizzi       |                                                               |
| 6e      | 2019  | Albena, Bulgarie                | Italie : Diego Rizzi                                          | Espagne : Jesus Perez Martin                                  | Portugal : Hugo Dores Belgique : Joël Marchandise             |                                                               |
| 7e      | 2023  | Albertville, France             | Espagne : Jesus Perez Martin                                  | Belgique : Logan Baton                                        | France : David Doerr Italie : Diego Rizzi                     |                                                               |

#### Tête à tête
| Édition | Année | Lieu                  | Tête à tête - Hommes - Championnats d'Europe de Pétanque | Tête à tête - Hommes - Championnats d'Europe de Pétanque | Tête à tête - Hommes - Championnats d'Europe de Pétanque |
| Édition | Année | Lieu                  | Médaille d'Or Pays - Joueurs                             | Médaille d'Argent Pays - Joueurs                         | Médaille de Bronze Pays - Joueurs'                       |
| ------- | ----- | --------------------- | -------------------------------------------------------- | -------------------------------------------------------- | -------------------------------------------------------- |
| 1re     | 2016  | Halmstad, Suède       | France : Henri Lacroix                                   | Suisse : Patrick Emile                                   | Allemagne : Raphaël Gharany Suède : Rickard Nilsson      |
| 2e      | 2018  | Savillan, Espagne     | Italie : Diego Rizzi                                     | France : Henri Lacroix                                   | Allemagne : Manuel Strokosch Suède : Ali Abdi Aden       |
| 3e      | 2022  | Bois-le-Duc, Pays-Bas | Italie : Diego Rizzi                                     | Espagne : Jesús Escacho Alarcon                          | France : Christophe Sarrio Pays-Bas : Kees Koogje        |

### Vétérans

#### Triplette
| Édition | Année | Lieu             | Triplette - Vétéran - Championnats d'Europe de Pétanque                           | Triplette - Vétéran - Championnats d'Europe de Pétanque | Triplette - Vétéran - Championnats d'Europe de Pétanque |
| Édition | Année | Lieu             | Médaille d'Or Pays - Joueurs                                                      | Médaille d'Argent Pays - Joueurs                        | Médaille de Bronze Pays - Joueurs                       |
| ------- | ----- | ---------------- | --------------------------------------------------------------------------------- | ------------------------------------------------------- | ------------------------------------------------------- |
| 1re     | 2012  | Danemark         | Monaco                                                                            | Allemagne                                               | Finlande                                                |
| 2e      | 2014  | Lulea, Suède     | Espagne : Luis De los Reyes - Antonio López - Vicente Cabrera                     | Royaume-Uni                                             | Danemark Norvège                                        |
| 3e      | 2016  |                  |                                                                                   |                                                         |                                                         |
| 4e      |       |                  |                                                                                   |                                                         |                                                         |
| 5e      | 2019  | Albena, Bulgarie | France : Christian Fazzino, Jean-Marc Foyot, Fernand Rivière et Christian Lagarde | Suède :                                                 | Pologne :                                               |

### Femmes

#### Triplette
| Édition | Année | Lieu                      | Triplette - Femmes - Championnats d'Europe de Pétanque                                       | Triplette - Femmes - Championnats d'Europe de Pétanque                                 | Triplette - Femmes - Championnats d'Europe de Pétanque |
| Édition | Année | Lieu                      | Médaille d'Or Pays - Joueurs                                                                 | Médaille d'Argent Pays - Joueurs                                                       | Médaille de Bronze Pays - Joueurs |
| ------- | ----- | ------------------------- | -------------------------------------------------------------------------------------------- | -------------------------------------------------------------------------------------- | --- |
| 1re     | 2001  | Strasbourg, France        | France : Angélique Colombet - Florence Schopp - Cynthia Quennehen - Ranya Kouadri            | Espagne : Jerónima Ballesta - Inès Rosario - Catalina Mayol - Yolanda Matarranz        | Royaume-Uni : Vanessa Webb - Leena Rhodes - Kathryn Lewis - Diz Murray Italie : Jacqueline Grosso - Irma Giraudo - Barbara Beccaria - Serena Sacco                       |
| 2e      | 2003  | Rastatt, Allemagne        | Espagne : María-José Pérez - Jerónima Ballesta - María-José Diaz - Yolanda Matarranz         | France : Angélique Colombet - Cynthia Quennehen - Chantal Salaris - Florence Schopp    | Allemagne : Gundrun Deterding - Lara Eble - Daniela Thelen - Susi Fleckenstein Belgique : Paulette Doore - Oscarine Stevens - Linda Goblet - Cindy Bergiers              |
| 3e      | 2005  | Odense Danemark           | France : Evelyne Lozano - Angélique Colombet - Cynthia Quennehen - Marie-Christine Virebayre | Espagne : María-José Pérez - Jerónima Ballesta - Verónica Martinez - Yolanda Matarranz | Belgique : Nancy Barzin - Paulette Doore - Linda Goblet - Oscarine Stevens Suède : Linda Bengtsrom - Matilda Boström - Lotta Larsson - Ingrid Wahlbin                    |
| 4e      | 2007  | Ankara, Turquie           | Suède : Lotta Larsson - Jessica Johansson - Lotta Bromer - Sara Lindelof                     | Rep. Tchèque : Alis Hancova - Lucie Klusova - Hana Srubarova - Romana Vokrouhlikova    | Pays-Bas : Katy Bosch - Karin Zantingh - Karin Rudolfs - Marina Blom Italie                                                                                              |
| 5e      | 2010  | Ljubljana Slovenia        | France : Angélique Colombet - Anna Maillard - Ludivine d'Isidoro - Marie-Christine Virebayre | Danemark : Camilla Svensson - Maria Sonasson - Mia Carlsson - Tina Bach-Poulsen        | Espagne : Aurelia Blazquez - Silvia Garces - Veronica Martinez - Yolanda Matarranz Allemagne : Susanne Fleckenstein - Carolin Birkmeyer - Muriel Hess - Indra Waldbüsser |
| 6e      | 2012  | Gent Belgique             | France : Angélique Colombet - Anna Maillard - Nelly Peyré - Marie-Angèle Germain             | Espagne : Yolanda Matarranz - Veronica Martinez - Silvia Garces - Maria José Perez     | Danemark : Mia Carlsson - Tanja Gromada - Maria Saxild - Camilla Svensson Suède : Jessica Johansson - Jenny Hamberg - Anna Theander - Rebecka Bergström                  |
| 7e      | 2014  | Mersin, Turquie           | Espagne : Yolanda Matarranz - Aurelia Blazquez - Rosario Ines - Melani Homar                 | Danemark : Camilla Svensson - Maria Saxild-Laursen - Mia Carlsson - Line Hjorth        | Allemagne : Indra Waldbuser - Carolin Birkmeyer - Laura Schneider - Muriel Hess Belgique : Camille Max - Sharon Handschoenwerker - Stephanie Moiny - Allisson Vandaele   |
| 8e      | 2016  | Bratislava, Slovaquie     | France : Anna Maillard - Angélique Colombet - Ludivine d'Isidoro - Cindy Peyrot              | Espagne : Yolanda Matarranz - Aurelia Blazquez - Rosario Ines - Melani Homar           | Italie : Serena Sacco - Jessica Rattenni - Valentina Petulicchio - Laura Cardo Autriche : Jennifer Obasuyi - Maria Schimak - Yvonne Schüpbach - Isabella Schimak         |
| 9e      | 2018  | Palavas-les-Flots, France | France : Anna Maillard - Charlotte Darodes - Daisy Frigara - Angélique Colombet              | Italie : Jessica Rattenni - Vanessa Romeo - Valentina Petulicchio - Serena Sacco       | Allemagne : Luzia Beil - Verena Gabe - Anna Lazaridis - Eileen Jenal Suisse : Corinne Althaus - Nathalie Poget - Ludivine Maitre-Wicky - Sylviane Metairon               |
| 10e     | 2022  | Torrelavega, Espagne      | France : Audrey Bandiera - Charlotte Darodes - Cindy Peyrot - Emma Picard                    | Italie : Monica Scalise - Vanessa Romeo - Valentina Petulicchio - Mariangela Arcesto   | Israel & Monaco |

#### Doublette
| Édition | Année | Lieu                       | Triplette - Femmes - Championnats d'Europe de Pétanque | Triplette - Femmes - Championnats d'Europe de Pétanque | Triplette - Femmes - Championnats d'Europe de Pétanque                                                |
| Édition | Année | Lieu                       | Médaille d'Or Pays - Joueurs                           | Médaille d'Argent Pays - Joueurs                       | Médaille de Bronze Pays - Joueurs                                                                     |
| ------- | ----- | -------------------------- | ------------------------------------------------------ | ------------------------------------------------------ | --- |
| 1re     | 2022  | 's-Hertogenbosch, Pays-Bas | Monaco : Laura Vierjon, Myriam Chambeiron              | Angleterre : Alexandra Spillett, Hannah Griffin        | Lituanie : Eugenija Karbočienė, Irma Bagdanavičienė Espagne : Caroline Pascual, Jenifer López Sánchez |

#### Tir de Précision
| Édition | Année | Place                     | Tir de précision - Femmes - Championnats d'Europe de pétanque | Tir de précision - Femmes - Championnats d'Europe de pétanque | Tir de précision - Femmes - Championnats d'Europe de pétanque | Tir de précision - Femmes - Championnats d'Europe de pétanque |
| Édition | Année | Place                     | Médaille d'Or Pays - Joueurs                                  | Médaille d'Argent Pays - Joueurs                              | Médaille de Bronze Pays - Joueurs                             | Records D'Europe - Phase - Joueur - Pays                      |
| ------- | ----- | ------------------------- | ------------------------------------------------------------- | ------------------------------------------------------------- | ------------------------------------------------------------- | ------------------------------------------------------------- |
| 1re     | 2003  | Rastatt Allemagne         | France : Cynthia Quennehen                                    | Pays-Bas : Karin Zantingh                                     | Belgique : Carine Stevens Suisse : Ludivine Maître            | 33 pts - 1/4 finale France : Cynthia Quennehen                |
| 2e      | 2005  | Odense Danemark           | France : Angélique Colombet                                   | Suisse : Ludivine Maître                                      | Finlande : Tarja Roslöf Pays-Bas : Karin Rudolfs              | pas de nouveau record                                         |
| 3e      | 2007  | Ankara, Turquie           | Pays-Bas : Karin Rudolfs                                      | Espagne : Inès Rosario                                        | France : Angélique Colombet Allemagne : Anna Lazaridis        | 42 pts - Qualification France : Angélique Colombet            |
| 4e      | 2010  | Ljubljana Slovenia        | France : Angélique Colombet                                   | Israël : Sivan Siri                                           | Rep. Tchèque : Lucie Venclova Espagne : Yolanda Matarranz     | 42 pts - Finale France : Angélique Colombet                   |
| 5e      | 2012  | Gand Belgique             | France : Angélique Colombet                                   | Suède : Jessica Johansson                                     | Espagne : Yolanda Matarranz Finland : Mirva Näsilä            | pas de nouveau record                                         |
| 6e      | 2014  | Mersin, Turquie           | Espagne : Yolanda Matarranz                                   | France : Audrey Bandiera                                      | Belgique : Camille Max Norvège : Ranu Hommiam                 | 44 pts - Qualification Belgique : Camille Max                 |
| 7e      | 2016  | Bratislava, Slovaquie     | Espagne : Yolanda Matarranz                                   | Suède : Jessica Johansson                                     | France : Cindy Peyrot                                         | Angleterre : Sarah Huntley                                    |
| 8e      | 2018  | Palavas-les-Flots, France | France : Charlotte Darodes                                    | Israël : Sivan Siri                                           | Slovénie : Kaja Jamnil                                        | Suisse : Ludivine Maître                                      |
| 9e      | 2022  | Torrelavega, Espagne      | Espagne : Sara Díaz                                           | Suisse : Sylviane Métairon                                    | Belgique : Jessica Meskens                                    | Pologne : Katarzyna Błasiak                                   |

#### Tête à tête
| Édition | Année | Lieu                  | Tête à tête - Hommes - Championnats d'Europe de Pétanque | Tête à tête - Hommes - Championnats d'Europe de Pétanque | Tête à tête - Hommes - Championnats d'Europe de Pétanque    |
| Édition | Année | Lieu                  | Médaille d'Or Pays - Joueurs                             | Médaille d'Argent Pays - Joueurs                         | Médaille de Bronze Pays - Joueurs'                          |
| ------- | ----- | --------------------- | -------------------------------------------------------- | -------------------------------------------------------- | ----------------------------------------------------------- |
| 1re     | 2016  | Halmstad, Suède       | Espagne : Yolanda Matarranz                              | Suède : Jessica Johansson                                | Belgique : Natachsa Kazmierczak Pologne : Katarzyna Blasiak |
| 2e      | 2018  | Savillan, Espagne     | France : Sandrine Herlem                                 | Pologne : Katarzyna Blasiak                              | Suède : Charlotta Larsson Danemark : Mia Carlsson           |
| 3e      | 2022  | Bois-le-Duc, Pays-Bas | Espagne : Carolina Pascual                               | Turquie : Esile Emen                                     | France : Aurelie Bories Pays-Bas : Josefien Koogje          |

### Espoirs ( - de 23 ans )
| Espoirs - Championnats d'Europe de Pétanque | Espoirs - Championnats d'Europe de Pétanque | Espoirs - Championnats d'Europe de Pétanque | Espoirs - Championnats d'Europe de Pétanque                                                          | Espoirs - Championnats d'Europe de Pétanque                                   | Espoirs - Championnats d'Europe de Pétanque | Espoirs - Championnats d'Europe de Pétanque                                     | Espoirs - Championnats d'Europe de Pétanque                                    | Espoirs - Championnats d'Europe de Pétanque |
| Édition                                     | Année                                       | Lieu                                        | Femmes                                                                                               | Femmes                                                                        | Femmes | Hommes                                                                          | Hommes                                                                         | Hommes |
| Édition                                     | Année                                       | Lieu                                        | Médaille d'Or Pays - Joueurs                                                                         | Médaille d'Argent Pays - Joueurs                                              | Médaille de Bronze Pays - Joueurs | Médaille d'Or Pays - Joueurs                                                    | Médaille d'Argent Pays - Joueurs                                               | Médaille de Bronze Pays - Joueurs |
| ------------------------------------------- | ------------------------------------------- | ------------------------------------------- | --- | ----------------------------------------------------------------------------- | --- | ------------------------------------------------------------------------------- | ------------------------------------------------------------------------------ | --- |
| 1re                                         | 2008                                        | St-Jean-D'Angely, France                    | France : Émilie Fernandez - Nadège Baussian - Ludivine d'Isidoro - Nelly Peyré - Marguerite Briançon | Allemagne : Muriel Hess - Anna Lazardis - Julia Würthle - Judith Berganski    | Danemark | France : Jérémy Darodes - Mathieu Charpentier - Mickaël Jacquet - Jean Feltain  | Espagne : Oscar Alberola - Javier Hidalgo - Jesús Pérez - Abel Fernandez       | Belgique : Julien Chardon, Kévin Mièvis, Didier Van Zeebroek Pays-Bas : Bran Bookelaer, Lars Dolmans, Dirk Jan Van Mourik                                     |
| 2e                                          | 2009                                        | Düsseldorf Allemagne                        | Allemagne : Muriel Hess - Anna Lazardis - Julia Wurthle - Judith Berganski                           | France : Anna Maillard - Ludivine d'Isidoro - Nadège Baussian - Kelly Fuchès  | Espagne : Jennifer López, Sandra Garcia - Eva Lisbona - Carmen Escagedo Suède                                                                               | France : Jérémy Darodes - Dylan Rocher - Mickaël Jacquet - Jean Feltain         | Espagne : Oscar Alebrola - Lorenzo Méndez - José Luis Piñero - Abel Fernandez  | Italie : Alessandro Parola - Matteo Berno - Fabrizio Bottero - Mattia Chiapello Allemagne : Micha Abdul - Zeki Engin - Jannik Schaake - Florian Korsch        |
| 3e                                          | 2011                                        | Roskilde Danemark                           | Allemagne : Natasha Denzinger - Muriel Hess - Lea Mitschker - Julia Würthe                           | France : Céline Baron - Nadège Baussian - Maryline Cegarra - Anna Maillard    | Espagne : Jennifer López - Cynthia Arrabal - Carolina Jiménez - Ana Fernández Belgique : Inje Grotjans - Camille Max - Stéphanie Moiny - Jordane Parker     | France : Florent Coutanson - Jean Feltain - Kévin Malbec - Dylan Rocher         | Monaco : Yohan Borde - Vincent Fernandez - Joseph Jimenez - Pierre Lucchesi    | Italie : Alessandro Basso - Mattia Chiapello - Alex Marro - Gianluca Ratteni Allemagne : Mika Everding - Till-Vincent Götzke - Frank Maurer - Nicolas Zimmer  |
| 4e                                          | 2013                                        | Düsseldorf Allemagne                        | France : Audrey Bandiera - Anna Maillard - Morgane Bacon - Anaïs Lapoutge                            | Espagne : Marta Fernandez - Diana Castro - Cynthia Arrabal - Melani Homar     | Italie : Laura Cardo - Sara Domici - Giulia Levaggi - Jessica Rattenni Suisse : Elena Baumgardtner - Nicola Bégue - Emilie Métairon - Mélanie Schüpbach     | France : Logan Amourette - Florent Coutanson - Williams Dauphant - Dylan Rocher | Italie : Alessandro Basso - Mattia Chiapello - Gianluca Rattenni - Diego Rizzi | Belgique : Logan Baton - Dylan Alexandre - Jonas Buyck - Dieter Verplancke Danemark : Morten Junge - Daniel Presutti - Mathias Beyer - Lasse Dithmar          |
| 5e                                          | 2015                                        | Nieuwegein, Pays-Bas                        | France : Anaïs Lapoutge - Audrey Bandiera - Cindy Peyrot - Alison Rodriguez                          | Italie : Laura Cardo - Martina Simonotto - Jessica Rattenni - Sara Dedominici | Belgique : Alysson Smal - Allisson Vandaele - Clotilde Max - Madison Schollaert Suède : Noon Geffenblad - Jessica Karlsson - Cajsa Qvarnström - Malin Sares | Italie : Andrea Tesio - Diego Rizzi - Alessandro Basso - Luca Palermo           | Espagne : Jose Luis Guasch - Manuel Moreno - Miguel Trujillo - Sergi Rodriguez | Allemagne : Manuel Strokosch - Marco Lonken - Moritz Rosik - Robin Stentenbach Pays-Bas : Tom Van der Voort - Joey Van Doorn - Rick Van Lier - Charles Gelijn |
| 6e                                          | 2016                                        | Torrelavega, Espagne                        | France : Cindy Peyrot - Alison Rodriguez - Caroline Bourriaud - Audrey Bandiera                      | Espagne :                                                                     | Angleterre : Italie : | France : Mickaël Bonetto - Thibault Vaillant - David Doerr - Guillaume Magier   | Italie :                                                                       | Suisse : Allemagne : |
| 7e                                          | 2017                                        | Saint-Pierre-lès-Elbeuf, France             | Allemagne : Luzia Beil - Eileen Jenal - Kerstin Lisner - Julia Reimers                               | Belgique :                                                                    | France : Caroline Bourriaud - Aurélie Borie - Léa Escoda - Alison Rodriguez Italie :                                                                        | France : David Doerr - Valentin Boris - Kenzo Dubois - Joseph Molinas           | Allemagne :                                                                    | Belgique : Italie : |
| 8e                                          | 2018                                        | Alméria, Espagne                            | France : Céline Lebossé - Emma Picard - Caroline Bourriaud - Alison Rodriguez                        | Belgique :                                                                    | Espagne : Suède : | France : Ligan Doerr - Kenzo Dubois - Lucas Desport - Joseph Molinas            | Espagne :                                                                      | Monaco : Belgique : |
| 9e                                          | 2019                                        | Saint-Pierre-lès-Elbeuf, France             | France : Céline Lebossé - Emma Picard - Caroline Bourriaud - Alison Rodriguez                        | Belgique :                                                                    | Allemagne : | Finlande :                                                                      | Allemagne :                                                                    | |

### Jeunes (- de 18 ans)

#### Triplette
| Édition | Année | Lieu                  | Triplette - Jeunes - Championnats d'Europe de Pétanque                                                   | Triplette - Jeunes - Championnats d'Europe de Pétanque                                                           | Triplette - Jeunes - Championnats d'Europe de Pétanque |
| Édition | Année | Lieu                  | Médaille d'Or Pays - Joueurs                                                                             | Médaille d'Argent Pays - Joueurs                                                                                 | Médaille de Bronze Pays - Joueurs |
| ------- | ----- | --------------------- | --- | --- | --- |
| 1re     | 1998  | Dijon, France         | France : Ludovic Labrue - Nicolas Tavian - Cédric Le Foll - Mickael Rognon - Eric Royer - Fabien Sauvage | Espagne : Joaquin Teruel - José A. Nebot - Ezequiel Marron - Antonio Figueras - Antonio Ruiz - Agustin Hernandez | Belgique : Raphaël Delnoy - Michaël Tollet - Nicolas David - Giovani Buttera - Greet Van Houtte - Franck Geelen - Gino Claes Suisse                                    |
| 2e      | 2000  | Liège, Belgique       | Belgique : Fabrice Uytterhoeven - Yannick Collaiocco - Jérémy Pardoen - Julien Goblet                    | Italie : Simon Salto - Daniele Ghigliazza - Silvio Squarciafichi - Fabrizio Ellena                               | France : Sébastien Boissel - Romain Scultore - Richard Mondillon - Florent Montoya Danemark : Launy Larsen - Alexander Vogensen - Jan Kristensen                       |
| 3e      | 2002  | La Louvière, Belgique | Belgique 2 : Patrick Van Meerbeek - Brecht Claes - Jérémy Pardoen - Robin Henderyckxs                    | Italie : Andrea Dalmasso - Daniele Ghigliazza, Simon Salto - Silvi Squarciafichi                                 | France : Michaël Jacquet - Maison Durk - Ludovic Castagne - Mathieu Charpentier Suisse : Jimmy Bondallaz - David Freddi - Simon Sorrenti - Cédric Althaus              |
| 4e      | 2004  | Dudelange, Luxembourg | France : Tony Perret - Angy Savin - Jérémy Darodes - Mickaël Jacquet                                     | Espagne : Javier Hildago - Sergio Muños - Abel Fernandez - Jose Luís Piñero                                      | Danemark : Eric Geraci - Marc Geraci - Anders Erlandsen - Dennis Steffensen Suède : Victor Von Roggers Patron, Tonny Van Houtem - Alexander Lindquist - Leo Brod Björk |
| 5e      | 2006  | Martigny, Suisse      | France : Kévin Malbec - Dylan Rocher - Jean Feltain - Florent Coutanson                                  | Espagne : Oscar Rodrogo - Oscar Alberola, José Fernandez - Fernando José Perez                                   | Italie : Gabriele Allio - Gianluca Berno - Florian Cometto - David Martino Suisse : Fabian Ronzel - Simon Caillat - Fabien Rotzetter - Yohan Bourgeois                 |
| 6e      | 2008  | Nieuwegein, Pays-Bas  | France : Dylan Rocher - Vianney Moureau-Fontan - Gaëtan Blaszczak - Florent Coutanson                    | Italie : Diego Rizzi - Mattia Chiapello - Alessio Farina - Mattia Balestra                                       | Espagne : Francisco Guillen - Pedro Lison - Juan Carlos Sogorb Mancheno - Marc Martinez Pays-Bas : Davey Koojiman - Joey Van Doorn - Kees Koogje - Tom Van der Voort   |
| 7e      | 2010  | Montauban, France     | Espagne : José Luís Guash - Manuel Higinio Romero - José Gómez Guerrero - José Fernandez                 | France 1 : Gueven Rocher - Mendy Rocher - Baptiste Rousseau - Amourette Logan                                    | Italie : Diego Rizzi - Matteo Rei - Alessandro Basso - Gian-Luca Brondino Suède : Nanna Bostrom - Alexander Norin - Niklas Carlen - Daniel Eriksson                    |
| 8e      | 2012  | Gand Belgique         | France : Anthony Billet - Guillaume Magnier - Julien Renault - Dylan Djoukitch                           | Belgique 2 : Corentin Buffe - Grégory Kausse - Corentin Nicolay - Karim D'Heedene                                | Espagne : Miguel Trujillo - Jonathan Oliver - Miguel Diaz - José Javier Rodriguez Italie                                                                               |
| 9e      | 2014  | Bassens, France       | France : Joseph Molinas - David Doerr - Maxime James - Dylan Djoukitch                                   | Luxembourg : Jean-Luc Carneiro - Adrien Daunois - Felix Schmitz - Thibaut Weber                                  | Espagne : Joaquin Grau - David Rasero - Miguel Diaz - Javier Minchon Belgique : Quentin Triqueneaux - Thomas Bens - Nicky Kockx - Corentin Buffe                       |
| 10e     | 2016  | Monaco                | France : Joseph Molinas - Delson Boulanger - Lucas Desport - Théo Ballière                               | Belgique | Espagne : Eric Gámez - Christian Carrillo - Aaron Huertas - José Alberto Andreu Italie                                                                                 |
| 11e     | 2018  | Alméria, Espagne      | Monaco                                                                                                   | France : Joe Casale - Jérémi Gelin - Marius Baloge - Dawson Dubois                                               | Espagne : Jésus Escacho Alarcon - Antonio Jimenez - Juan J Poras - Ismael Vazquez Belgique                                                                             |

#### Tir de Précision
| Édition | Année | Lieu                  | Precision Shooting - Jeunes - Championnats d'Europe de Pétanque | Precision Shooting - Jeunes - Championnats d'Europe de Pétanque | Precision Shooting - Jeunes - Championnats d'Europe de Pétanque | Precision Shooting - Jeunes - Championnats d'Europe de Pétanque |
| Édition | Année | Lieu                  | Médaille d'Or Pays - Joueurs                                    | Médaille d'Argent Pays - Joueurs                                | Médaille de Bronze Pays - Joueurs                               | Records D'Europe - Phase - Joueur - Pays                        |
| ------- | ----- | --------------------- | --------------------------------------------------------------- | --------------------------------------------------------------- | --------------------------------------------------------------- | --------------------------------------------------------------- |
| 1re     | 2002  | La Louvière, Belgique | Monaco : Benjamin Debos                                         | Italie : Simon Salto                                            | Allemagne : Patrick Beton Italie - Simon Salto                  | 41 pts - 1/2 finale Suisse : Jimmy Bondallaz                    |
| 2e      | 2004  | Dudelange, Luxembourg | France : Jérémy Darodes                                         | Suisse : Justin Metrailler                                      | Espagne : Abel Fernandez Danemark : Eric Geraci                 | pas de nouveau record                                           |
| 3e      | 2006  | Martigny, Suisse      | France : Dylan Rocher                                           | Belgique : Michael Bonvoisin                                    | Danemark : Dennis Steffensen Israël : Adar Redlinger            | 54 pts - Finale France - Dylan Rocher                           |
| 4e      | 2008  | Nieuwegein, Pays-Bas  | Espagne : Juan Carlos Sogorb                                    | Italie : Mattia Chiapello                                       | Suède : Alexander Norin France : Dylan Rocher                   | pas de nouveau record                                           |
| 5e      | 2010  | Montauban, France     | Suède : Alexander Norin                                         | Pays-Bas : Tom Van der Voort                                    | Italie : Diego Rizzi Monaco : Pierre Luchesi                    | pas de nouveau record                                           |
| 6e      | 2012  | Gand, Belgique        | Pologne : Pawel Pieprzyck                                       | Pays-Bas : Rick Van Lier                                        | Suisse : Gaëtan Amman France : Guillaume Magier                 | 57 pts - 1/4 de finale France : Guillaume Magier                |
| 7e      | 2014  | Bassens, France       | France : Joseph Molinas                                         | Italie : Saverio Amormino                                       | Suisse : Alexandre Utz Suède : William Silfverberg              | pas de nouveau record                                           |
| 8e      | 2016  | Monaco                | France : Joseph Molinas                                         | Espagne : Christian Carillo                                     | Belgique : Tristan Alexandre Monaco : José Rivière              | pas de nouveau record                                           |
| 9e      | 2018  | Alméria, Espagne      | France : Joe Casale                                             | Espagne : Jésus Escacho Alarcon                                 | Monaco : Louis Marsille Belgique : Tristan Alexandre            | pas de nouveau record                                           |